# 심종섭 (임학자)
심종섭(沈鍾燮, 1917년 8월 26일~2012년 11월 4일)은 제19대, 제20대, 제21대 대한민국 학술원 회장과 제7대, 제8대 전북대학교 총장을 지낸 학자이다. 호는 가산(可山)이다.

## 학력
- 1942년 전라북도 이리(익산) 이리농림학교 졸업
- 1945년 일본 규슈대학교 농학부 학사
- 1951년 미국 예일대학교 대학원 임학 석사
- 1955년 서울대학교 대학원 농학 박사

## 경력[3]
- 1945년 ~ 1946년 수원농림전문학교 교수
- 1946년 ~ 1966년 서울대학교 농과대학 전임강사 · 조교수 · 부교수
- 1957년 대한민국 학술원 회원
- 1961년 5월 3일 ~ 1965년 2월 12일 농림부 산림국장(산림청장)
- 1964년 유엔식량농업기구(FAO) 아시아태평양 임업회의 부의장
- 1965년 ~ 1966년 유엔산림조사기구 한국 대표
- 1965년 ~ 1975년 국무총리실 시책평가위원회 위원
- 1966년 ~ 1975년 서울대학교 농과대학 교수 · 서울대학교 학생처장 · 서울대학교 교무처장
- 1972년 ~ 1976년 한국임학회 회장
- 1972년 ~ 1978년 세계임업기술자총회 아시아태평양지역 이사
- 1972년 ~ 1980년 한국목재공학회 회장
- 1974년 ~ 1975년 서울대학교 농과대학 학장
- 1975년 아시아 농과대학 연합회 회장
- 1976년 ~ 1978년 전라북도 교육회 회장
- 1976년 1월 1일 ~ 1979년 12월 31일 제7대 전북대학교 총장
- 1980년 1월 1일 ~ 1982년 8월 31일 제8대 전북대학교 총장 (연임)[4]
- 1982년 ~ 1995년 산림청 임업연구원 고문
- 1983년 ~ 1987년 제19대, 제20대, 제21대 대한민국 학술원 회장 (3연임)[5]
- 1983년 ~ 1991년 P.S.C. 임업분과위원회 위원장
- 1984년 한국과학기술단체총연합회 고문
- 1985년 ~ 1988년 농림수산부 정책고문
- 1986년 ~ 1988년 대한민국 학술원 학술재단 이사장
- 1987년 유엔식량농업기구(FAO) 포플러위원회 한국 대표
- 1988년 ~ 1992년 문교부 중앙교육위원회 위원장
- 1988년 대한민국 학술원 학술연구재단 이사
- 1992년 ~ 1995년 초대 전북사회경제연구원 원장
- 1996년 ~ 2002년 초대 한국산림과학기술연합회 회장
- 2003년 한국삼림포럼 명예 회장

## 상훈[6]
- 1962년 근정훈장 황조소성훈장 (2등급)
- 1972년 국민훈장 동백장 (3등급)
- 1982년 국민훈장 무궁화장 (1등급)
- 1982년 대한민국 학술원 학술원상
- 중국 중흥국립대학교 명예 법학 박사[7]

## 저서[8]
- 임산가공 (대한교과서, 1954년)
- 목재防腐論 (문교부, 1961년)
- 林學개론 (일조각, 1967년)
- 治山綠化30년사 (산림청, 1975년)
- 산림경영개선방안 (임정연구원, 1976년)
- 可山林産學논문집 (화성상사, 1988년)
- 흘러간 편상 (화성상사, 1994년)
- 흘러간 편상 ((주)씨아이알, 2002년)

## 가산상 제정
가산상은 산림분야의 학술 및 교육에 기여한 개인 또는 단체에게 재단법인 소호문화재단이 수여한다. 전 대한민국 학술원 회장인 가산(可山) 심종섭(沈鍾燮) 선생의 공적을 기리기 위해 제정됐다.

## 같이 보기
- 심윤종
- 심화진
- 심상무
- 심봉근
- 심태식